# Municipio de Bell (condado de Rice)
El municipio de Bell (en inglés: Bell Township) es un municipio ubicado en el condado de Rice en el estado estadounidense de Kansas. En el año 2010 tenía una población de 10 habitantes y una densidad poblacional de 0,11 personas por km².

## Geografía
El municipio de Bell se encuentra ubicado en las coordenadas 38°11′52″N 98°24′9″O / 38.19778, -98.40250. Según la Oficina del Censo de los Estados Unidos, el municipio tiene una superficie total de 94.12 km², de la cual 93,61 km² corresponden a tierra firme y (0,54 %) 0,51 km² es agua.

## Demografía
Según el censo de 2010, había 10 personas residiendo en el municipio de Bell. La densidad de población era de 0,11 hab./km². De los 10 habitantes, el municipio de Bell estaba compuesto por el 100 % blancos. Del total de la población el 0 % eran hispanos o latinos de cualquier raza.